# العلاقات الدومينيكانية القرغيزستانية
العلاقات الدومينيكانية القيرغيزستانية هي العلاقات الثنائية التي تجمع بين جمهورية الدومينيكان وقيرغيزستان.

## مقارنة بين البلدين
هذه مقارنة عامة ومرجعية للدولتين:
| وجه المقارنة                                              | جمهورية الدومينيكان | قيرغيزستان                      |
| --------------------------------------------------------- | ------------------- | ------------------------------- |
| المساحة (كم2)                                             | 48.67 ألف           | 199.95 ألف                      |
| عدد السكان (نسمة)                                         | 10.40 مليون         | 6.20 مليون                      |
| الكثافة السكانية (ن./كم²)                                 | 213.68              | 31.01                           |
| العاصمة                                                   | سانتو دومينغو       | بيشكك                           |
| اللغة الرسمية                                             | اللغة الإسبانية     | اللغة الروسية، اللغة القيرغيزية |
| العملة                                                    | بيزو دومنيكاني      | سوم قيرغيزستاني                 |
| الناتج المحلي الإجمالي (بليون دولار)                      | 75.93 مليار         | 7.56 مليار                      |
| الناتج المحلي الإجمالي (تعادل القوة الشرائية) بليون دولار | 149.89 مليار        | 20.45 مليار                     |
| الناتج المحلي الإجمالي الاسمي للفرد دولار أمريكي          | 6.47 ألف            | 1.10 ألف                        |
| الناتج المحلي الإجمالي للفرد دولار أمريكي                 | 13.26 ألف           |                                 |
| مؤشر التنمية البشرية                                      | 0.715               | 0.655                           |
| رمز المكالمات الدولي                                      | +1809، +1829، +1849 | +996                            |
| رمز الإنترنت                                              | .do                 | .kg                             |
| المنطقة الزمنية                                           | 00                  | ت ع م+06:00                     |

## منظمات دولية مشتركة
يشترك البلدان في عضوية مجموعة من المنظمات الدولية، منها:
| علم المنظمة | اسم المنظمة                        | تاريخ انضمام جمهورية الدومينيكان | تاريخ انضمام قيرغيزستان |
| ----------- | ---------------------------------- | -------------------------------- | ----------------------- |
|             | الاتحاد البريدي العالمي            | ?                                | ?                       |
|             | يونسكو                             | 4 نوفمبر 1946                    | 2 يونيو 1992            |
|             | البنك الدولي للإنشاء والتعمير      | 18 سبتمبر 1961                   | 18 سبتمبر 1992          |
|             | منظمة التجارة العالمية             | ?                                | ?                       |
|             | وكالة ضمان الاستثمار متعدد الأطراف | 7 مارس 1997                      | 21 سبتمبر 1993          |
|             | منظمة الشرطة الجنائية الدولية      | ?                                | ?                       |
|             | مؤسسة التمويل الدولية              | 31 أكتوبر 1961                   | 11 فبراير 1993          |
|             | الأمم المتحدة                      | 24 أكتوبر 1945                   | 2 مارس 1992             |
|             | مؤسسة التنمية الدولية              | 16 نوفمبر 1962                   | 24 سبتمبر 1992          |
|             | منظمة حظر الأسلحة الكيميائية       | ?                                | ?                       |